# 46e cérémonie des Tony Awards
La 46e cérémonie des Tony Awards a eu lieu le 31 mai 1992 au Gershwin Theatre de Broadway et fut retransmise sur CBS. La cérémonie récompensait les productions de Broadway en cours pendant la saison 1992-1993.

## Cérémonie
La cérémonie a été présentée par Glenn Close.

### Prestations
Lors de la soirée, un hommage spécial a été fait à Frank Loesser avec l'interprétation de "Happy to Make Your Acquaintance" par Spiro Malas, Sophie Hayden et Liz Larsen de la comédie musicale The Most Happy Fella puis de "Sit Down You're Rockin' the Boat"/"Finale" par la troupe de Blanches colombes et vilains messieurs.
Lors de la soirée, plusieurs personnalités se sont succédé pour la présentation des prix dont ; Alan Alda, Alec Baldwin, Carol Channing, Kirk Douglas, Michael Douglas, Richard Dreyfuss, Daisy Eagan, Farrah Fawcett, Vincent Gardenia, Danny Gerald, Danny Glover, Gene Hackman, Judd Hirsch, Patti LuPone, Liza Minnelli, Ian McKellen, Tony Randall, Lynn Redgrave, Freddie Roman, Ron Silver, Sigourney Weaver.
Plusieurs spectacles musicaux présentèrent quelques numéros en live :
- Crazy for You ("I Can't Be Bothered Now"/"Slap That Bass"/"Shall We Dance"/"I Got Rhythm" - la troupe)
- Falsettos ("Falsettoland"/"My Father's A Homo"/"Sitting Watching Jason Play Baseball" - la troupe)
- Five Guys Named Moe ("Five Guys Named Moe"/"Caledonia" - la troupe)
- Jelly's Last Jam ("That's How You Jazz" - Gregory Hines et la troupe)

## Palmarès
| Meilleure pièce | Meilleure comédie musicale |
| --- | --- |
| - Danser à Lughnasa – Brian Friel - Four Baboons Adoring the Sun – John Guare - Two Shakespearean Actors – Richard Nelson - Two Trains Running – August Wilson | - Crazy for You - Falsettos - Five Guys Named Moe - Jelly's Last Jam |
| Meilleure reprise d'une pièce | Meilleur livret de comédie musicale |
| - Blanches colombes et vilains messieurs - The Most Happy Fella - On Borrowed Time - La Visite de la vieille dame | - William Finn et James Lapine – Falsettos - Ken Ludwig – Crazy for You - Clarke Peters – Five Guys Named Moe - George C. Wolfe – Jelly's Last Jam |
| Meilleur acteur dans une pièce | Meilleure actrice dans une pièce |
| - Judd Hirsch – Conversations with My Father dans le rôle d'Eddie - Alan Alda – Jake's Women dans le rôle de Jake - Alec Baldwin – Un tramway nommé Désir dans le rôle de Stanley Kowalski - Brian Bedford – Two Shakespearean Actors dans le rôle de William Charles Macready                          | - Glenn Close – La Jeune Fille et la Mort dans le rôle de Paulina Salas Escobar - Jane Alexander – La Visite de la vieille dame dans le rôle de Claire Zachanassian - Stockard Channing – Four Baboons Adoring the Sun dans le rôle de Penny McKenzie - Judith Ivey – Park Your Car in Harvard Yard dans le rôle de Kathleen Hogan |
| Meilleur acteur dans une comédie musicale | Meilleure actrice dans une comédie musicale |
| - Gregory Hines – Jelly's Last Jam dans le rôle de Jelly Roll Morton - Harry Groener – Crazy for You dans le rôle de Bobby Child - Nathan Lane – Blanches colombes et vilains messieurs dans le rôle de Nathan Detroit - Michael Rupert – Falsettos dans le rôle de Marvin                              | - Faith Prince – Blanches colombes et vilains messieurs dans le rôle de Miss Adelaide - Jodi Benson – Crazy for You dans le rôle de Polly Baker - Josie de Guzman – Blanches colombes et vilains messieurs dans le rôle de Sarah Brown - Sophie Hayden – The Most Happy Fella dans le rôle de Rosabella                            |
| Meilleur acteur de second rôle dans une pièce | Meilleure actrice de second rôle dans une pièce |
| - Laurence Fishburne – Two Trains Running dans le rôle de Sterling - Roscoe Lee Browne – Two Trains Running dans le rôle de Holloway - Željko Ivanek – Two Shakespearean Actors dans le rôle de John Ryder - Tony Shalhoub – Conversations with My Father dans le rôle de Charlie                       | - Brid Brennan – Danser à Lughnasa dans le rôle d'Agnes - Rosaleen Linehan – Danser à Lughnasa dans le rôle de Kate - Cynthia Martells – Two Trains Running dans le rôle de Risa - Dearbhla Molloy – Danser à Lughnasa dans le rôle de Maggie                                                                                      |
| Meilleur acteur de second rôle dans une comédie musicale | Meilleure actrice de second rôle dans une comédie musicale |
| - Scott Waara – The Most Happy Fella dans le rôle d'Herman - Bruce Adler – Crazy for You dans le rôle de Bela Zangler - Keith David – Jelly's Last Jam dans le rôle de Chimney Man - Jonathan Kaplan – Falsettos dans le rôle de Jason                                                                  | - Tonya Pinkins – Jelly's Last Jam dans le rôle d'Anita - Liz Larson – The Most Happy Fella dans le rôle de Cleo - Vivian Reed – The High Rollers Social and Pleasure Club dans le rôle d'Enchantress - Barbara Walsh – Falsettos dans le rôle de Trina                                                                            |
| Meilleure partition originale | Meilleure chorégraphie |
| - Falsettos – William Finn (musique et paroles) - Jelly's Last Jam – Jelly Roll Morton, Luther Henderson (musique) et Susan Birkenhead (paroles) - Metro – Janusz Stoklosa (musique), Agata et Maryna Miklaszewska (paroles) - Nick & Nora – Charles Strouse (musique) et Richard Maltby, Jr. (paroles) | - Susan Stroman – Crazy for You - Terry John Bates – Danser à Lughnasa - Christopher Chadman – Blanches colombes et vilains messieurs - Hope Clarke, Ted L. Levy et Gregory Hines – Jelly's Last Jam |
| Meilleure mise en scène pour une pièce | Meilleure mise en scène pour une comédie musicale |
| - Patrick Mason – Danser à Lughnasa - Peter Hall – Four Baboons Adoring the Sun - Jack O'Brien – Two Shakespearean Actors - Daniel Sullivan – Conversations with My Father | - Jerry Zaks – Blanches colombes et vilains messieurs - James Lapine – Falsettos - Mike Ockrent – Crazy for You - George C. Wolfe – Jelly's Last Jam |
| Meilleurs décors | Meilleurs costumes |
| - Tony Walton – Blanches colombes et vilains messieurs - John Lee Beatty – A Small Family Business - Joe Vanek – Danser à Lughnasa - Robin Wagner – Jelly's Last Jam | - William Ivey Long – Crazy for You - Jane Greenwood – Two Shakespearean Actors - Toni-Leslie James – Jelly's Last Jam - Joe Vanek – Danser à Lughnasa |
| Meilleures lumières | |
| - Jules Fisher – Jelly's Last Jam - Paul Gallo – Crazy for You - Paul Gallo – Blanches colombes et vilains messieurs - Richard Pilbrow – Four Baboons Adoring the Sun | |

## Autres récompenses
Le Regional Theatre Tony Award a été décerné au Goodman Theatre de Chicago et le Tony Honor à la comédie musicale The Fantasticks.